# Metro van Chengdu
De metro van Chengdu (Vereenvoudigd Chinees: 成都地铁, Hanyu pinyin: Chéngdū dìtiě) is een openbaar vervoerssysteem in de metropool Chengdu. Deze stad ligt in het westen van China en is de hoofdstad van de provincie Sichuan. Met zestien miljoen inwoners in het stadscentrum zelf en bijna eenentwintig miljoen in de stadsprefectuur behoort zij tot de grotere steden van het land.
Lokale overheden plaatsten de uitbreiding van spoorvervoer al enkele decennia hoog op de agenda vanwege groeiende luchtvervuiling en verkeerscongestie. In 2001 nam de Chengduse overheid een metrosysteem op in de stadsplanning. Er werd gaandeweg een ambitieus meerjarenplan ontwikkeld om in 2035 een metronetwerk geconstrueerd te hebben van zeven lijnen met een lengte van 274 kilometer. Dit netwerk groeide reeds in 2020 uit tot acht lijnen en 350 km, en in 2025 tot zestien lijnen (inclusief een tramlijn) en 673 km netlengte en verdere expansie is in aanleg.
Van de 423 stations bevindt zich iets meer dan de helft ondergronds, de andere worden hoog boven maaiveldniveau geconstrueerd. De eerste lijn van het netwerk werd september 2010 na enkele maanden testen geopend en rijdt met een frequentie van eens per tien minuten van zeven uur 's morgens tot negen uur 's avonds. De ingebruikname van de tweede lijn van het systeem stond gepland voor 2014, maar volgde reeds in 2012. Lijn 4 opende eind december 2015, lijn 3 in juli 2016 en de lijnen 7 en 10 in 2017. In 2019 werd lijn 5 en in 2020 lijnen 8, 9, 17 en 18 in gebruik genomen. In 2024 volgden de lijnen 27 en S3. Meer dan 250 km metrolijn is in aanleg.

## Lijnen

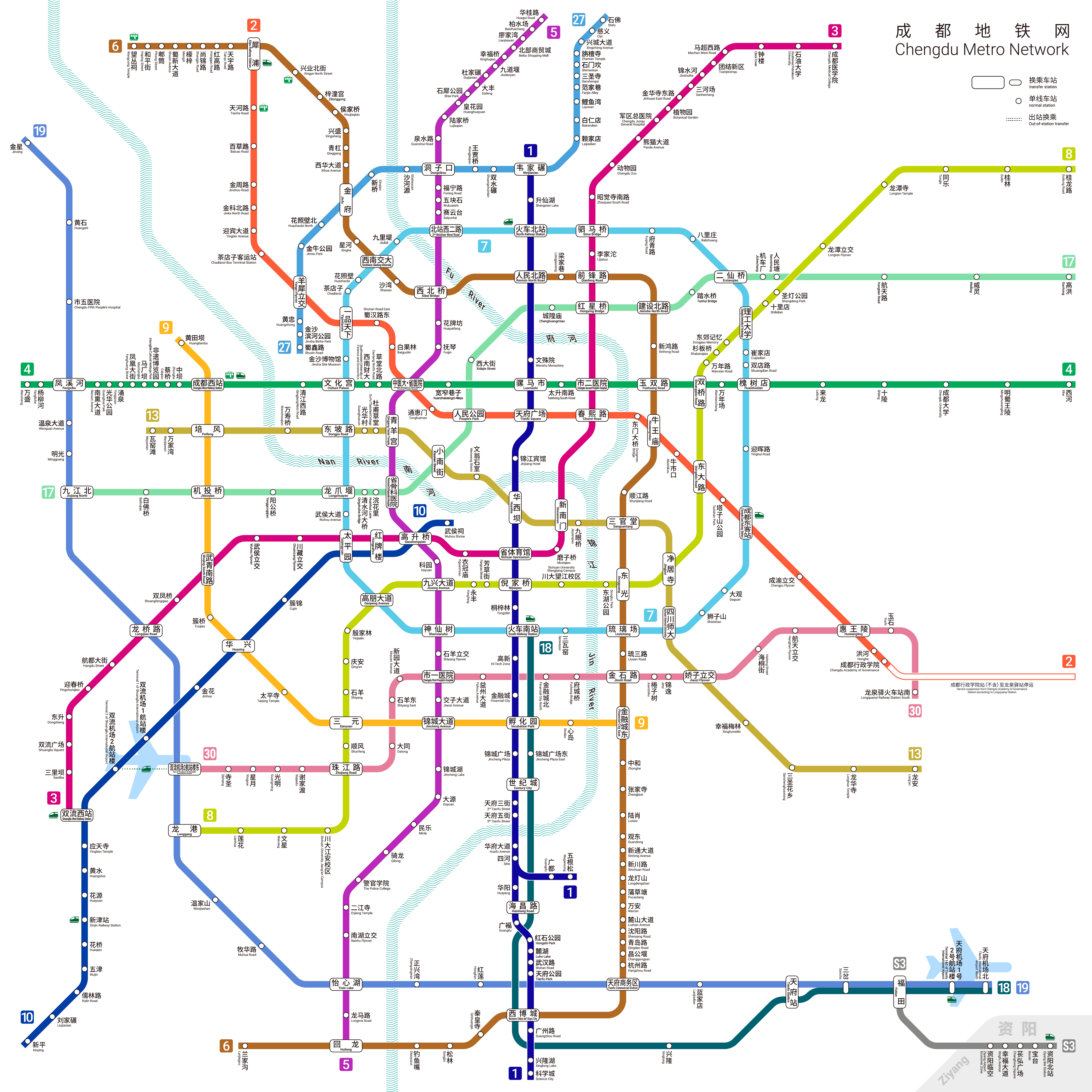
Chengdu metrolijnkaart

| Lijn     | Eindbestemmingen                                                            | Geopend    | Lengte   | Stations |
| -------- | --------------------------------------------------------------------------- | ---------- | -------- | -------- |
| 1        | Weijianian - Science City / Wugensong                                       | 2010, 2018 | 40,99 km | 35       |
| 2        | Xipu - Longquanyi                                                           | 2012, 2014 | 42,32 km | 32       |
| 3        | Chengdu Medical College - Shuangliu West Station                            | 2016, 2018 | 49,89 km | 37       |
| 4        | Wansheng - Xihe                                                             | 2015, 2017 | 43,28 km | 30       |
| 5        | Huagui Road - Huilong                                                       | 2019       | 49,02 km | 41       |
| 6        | Wangcong Temple - Lanjiagou                                                 | 2020       | 68,76 km | 56       |
| 7 cirkel | Cuijiadian - Cuijiadian                                                     | 2017       | 38,61 km | 31       |
| 8        | Guilong Road - Longgang                                                     | 2020, 2024 | 36,71 km | 32       |
| 9        | Financial City East - Huangtianba                                           | 2020       | 22,18 km | 13       |
| 10       | Taipingyuan - Terminal 2 van de internationale luchthaven Chengdu Shuangliu | 2017, 2019 | 37,97 km | 16       |
| 17       | Jiujiang North - Jitouqiao                                                  | 2020, 2023 | 5,49 km  | 3        |
| 18       | South Railway Station - Tianfu Airport North                                | 2020       | 69,39 km | 12       |
| 19       | Jinxing - Tianfu Station / Tianfu Airport North                             | 2020, 2023 | 60,14 km | 18       |
| 27       | Shifo - Shuxin Road                                                         | 2024       | 24,86 km | 23       |
| S3       | Futian - Ziyang Bei Station                                                 | 2024       | 38,7 km  | 7        |